# Rudolf II. (HRR)

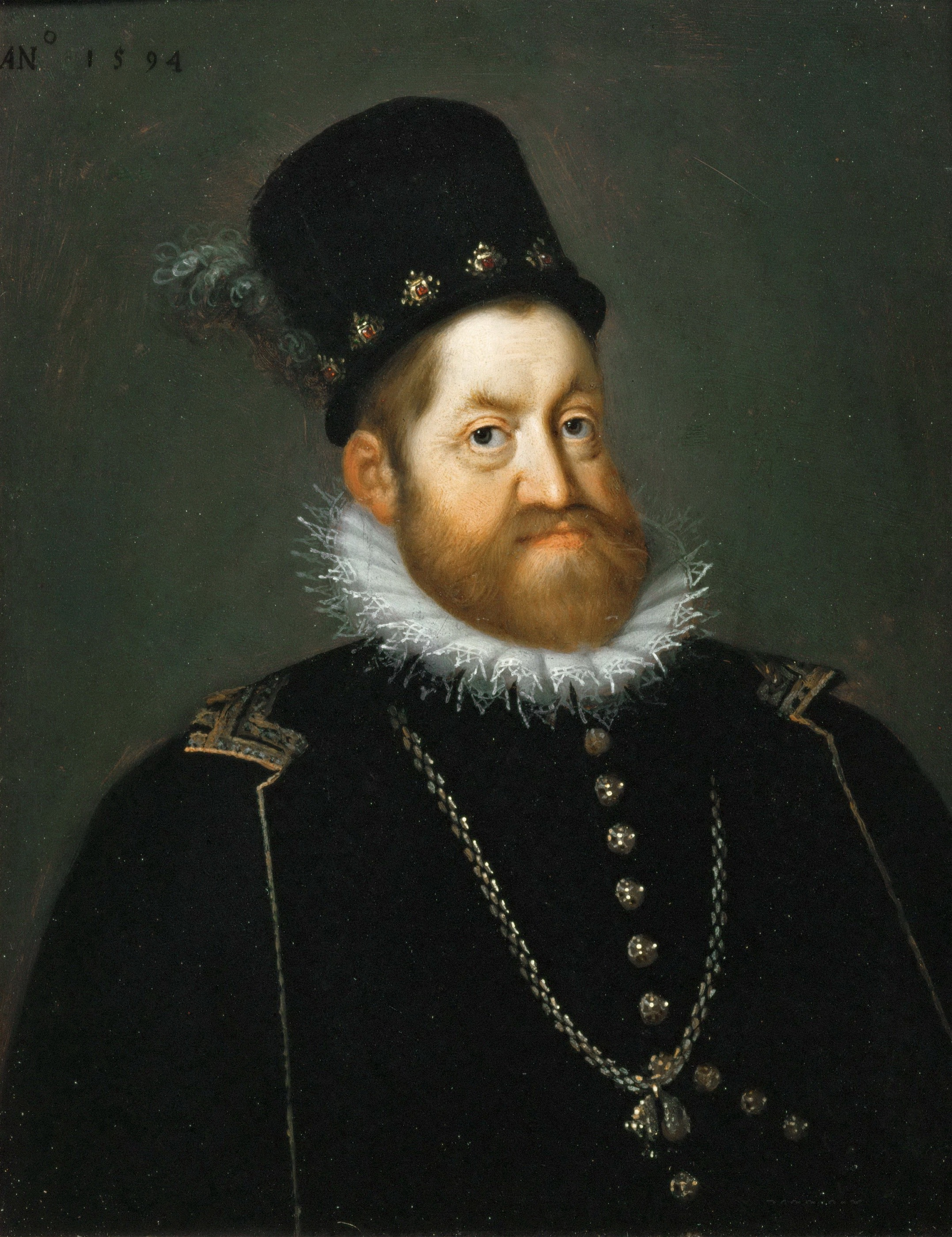
Rudolf II., gemalt von Joseph Heintz d. Ä., 1594, Kunsthistorisches Museum
Rudolfs Unterschrift:

Rudolf II. (* 18. Juli 1552 in Wien; † 20. Januar 1612 in Prag) war Kaiser des Heiligen Römischen Reichs (1576–1612), König von Böhmen (1575–1611) sowie König von Ungarn (1572–1608) und Erzherzog von Österreich (1576–1608).
Rudolf war ein bedeutender Förderer von Kunst und Wissenschaft, aber ein insgesamt schwacher Herrscher und zumindest in den letzten Jahren faktisch regierungsunfähig. In seine Zeit fallen der lange Türkenkrieg und die gregorianische Kalenderreform. Im Reich trug seine Untätigkeit dazu bei, die Krise der Reichsverfassung zu verstärken. Erzherzog Matthias und andere Mitglieder der Habsburgerdynastie wandten sich schließlich offen gegen den Kaiser und entrissen ihm nach und nach fast alle Machtpositionen.

## Erziehung und frühe Jahre

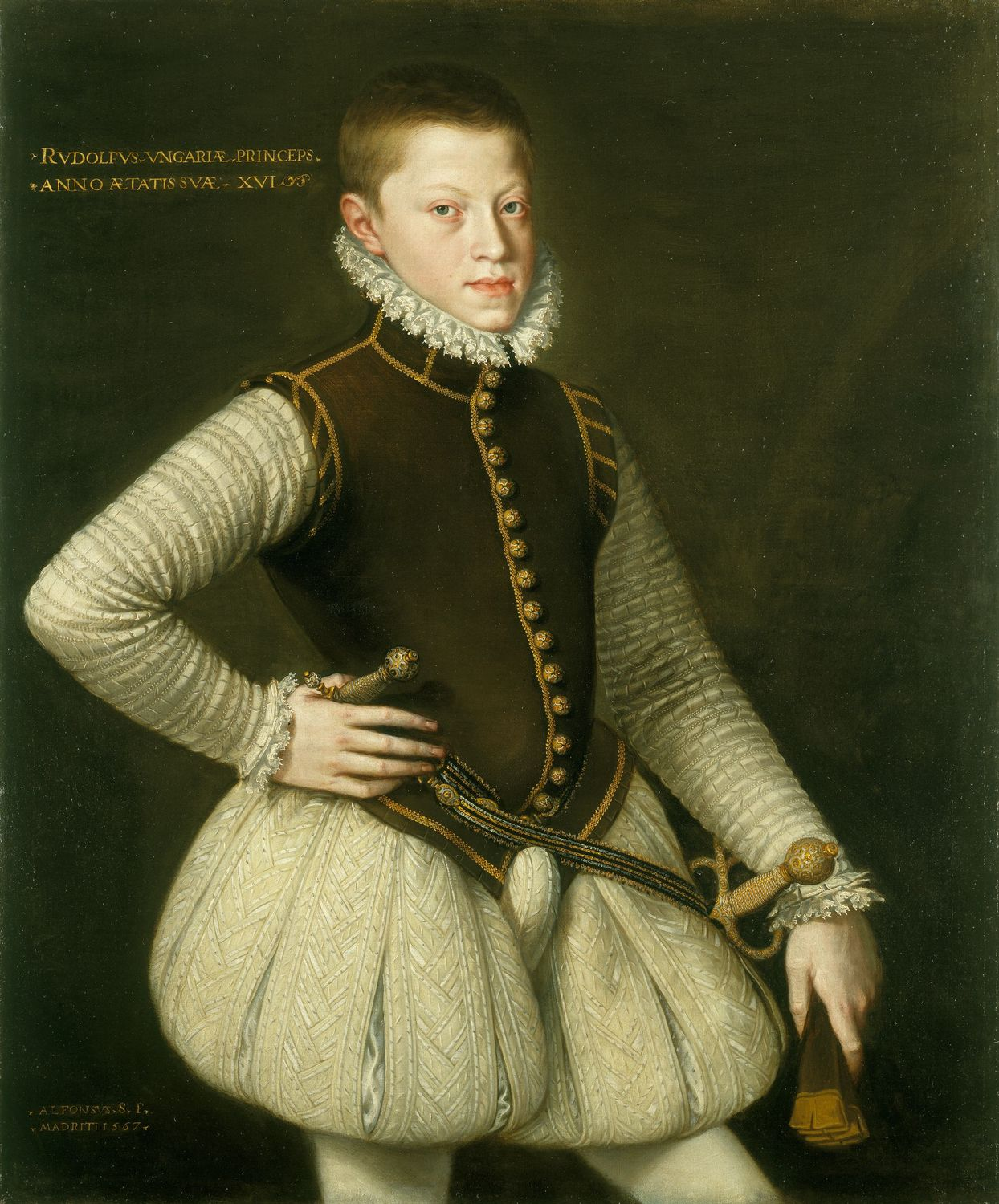
Erzherzog Rudolf

Rudolf war Sohn von Kaiser Maximilian II. und Maria von Spanien. Seine jüngeren Brüder waren Ernst (nachmalig insbesondere Statthalter in den Niederlanden), Matthias (Kaiser), Maximilian (Hochmeister des Deutschordens, Statthalter von Vorderösterreich), Albrecht (Erzbischof von Toledo, später Statthalter der Niederlande), Wenzel (Großprior des Johanniterordens in Kastilien). Außerdem hatte er sechs Schwestern. Durch die Heirat von Anna war er mit Philipp II. von Spanien und über Elisabeth mit König Karl IX. von Frankreich verschwägert.
Die ersten Jahre verbrachte er am Hof seines Großvaters bzw. seines Vaters, letzterer fiel aus dem familiären Rahmen, da er dem Protestantismus zuneigte. Von der künstlerisch anregenden Atmosphäre am Hof wurde Rudolf nachhaltig geprägt. Um Rudolf vor protestantischen Einflüssen zu schützen, drängte insbesondere sein Schwager Philipp darauf, ihn vom väterlichen Hof zu trennen. Daher lebte er zusammen mit dem Bruder Ernst zwischen 1563 und 1571 am Hof in Spanien. Neben der Sorge um eine katholische Erziehung spielten dabei auch andere Aspekte der Familienpolitik eine Rolle. So sollten Spannungen zwischen dem österreichischen und dem spanischen Zweig der Habsburger, wie sie etwa in Italien sichtbar wurden, gemildert werden. Da zu dieser Zeit Philipp II. außer dem als nicht regierungsfähig geltenden Don Carlos keine männlichen Erben hatte, bestand die Möglichkeit, dass Rudolf dieses Erbe übernehmen musste. Ein weiterer Grund war, dass er früh mit der Infantin Isabella Clara Eugenia verlobt war.

## Persönlichkeit
Die Jahre in Spanien haben Rudolf für sein weiteres Leben tief geprägt. Insgesamt war Rudolf weitherzig, freundlich, duldsam, humanistisch und künstlerisch interessiert. Doch er war auch herrisch, stolz und standesbewusst. Der Vater war nach der Rückkehr über die steife Würde des Sohnes geradezu entsetzt.
In vieler Hinsicht entsprach Rudolf in seiner Jugend dem Idealbild eines Hochadeligen dieser Zeit. Er beherrschte nicht nur das in der militärischen Praxis bereits bedeutungslose ritterliche Kriegshandwerk, das aber noch bei Turnieren und ähnlichen Gelegenheiten Anwendung fand, sondern er sprach neben Deutsch auch Latein, Spanisch, Französisch und Tschechisch. Auch verstand er etwas von Kunst, Literatur, Musik und Malerei.

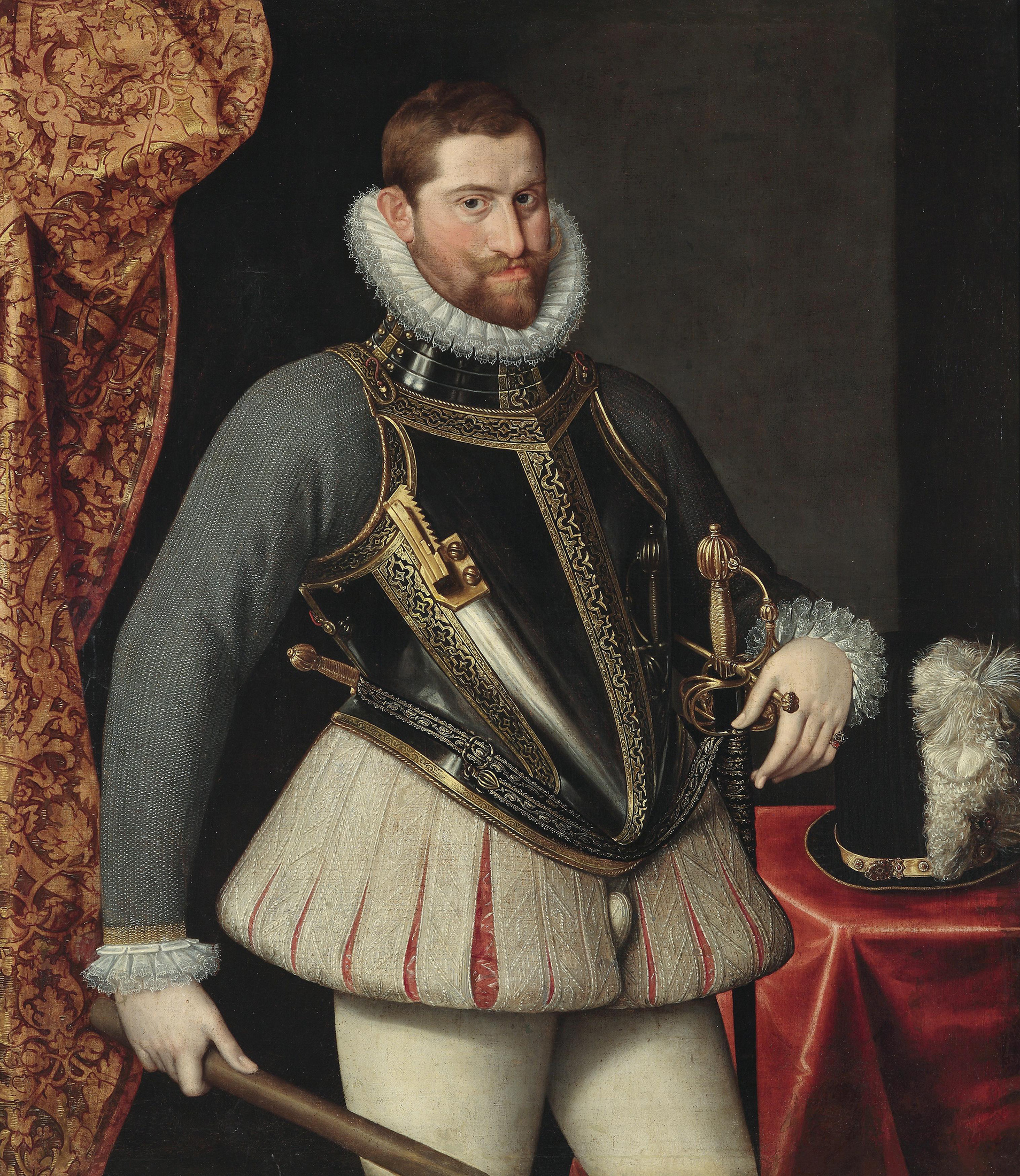
Porträt von Kaiser Rudolf II. von Lucas van Valckenborch, im 1580

Rudolf besaß zumindest in den ersten Jahren durchaus Urteilsfähigkeit, Herrscherwillen und ein Gespür für politische Vorgänge. Aber überschattet wurde dies durch Schüchternheit und depressive Anlagen. Dies ist einer der Gründe für seine Flucht aus der Wirklichkeit. Auf längere Sicht immer stärker wurde die Neigung zu politischer Inaktivität. Psychische Krisen verbanden sich mit körperlichen Leiden. Diese kamen vor allem 1578 und 1580/81 zum Ausdruck. Von Turnieren, Jagden und höfischen Festen hielt er sich seither fern. Größeren Menschenansammlungen versuchte er so weit wie möglich zu entgehen. Rudolf speiste, wenn es irgend ging, allein. Um 1598 verschlechterte sich seine psychische Gesundheit stark. Er hegte ein extremes Misstrauen auch gegenüber seiner engsten Umgebung. Er fürchtete sich vor Hexen und Vergiftungen. Rudolf misshandelte seine Untergebenen, hegte Selbstmordpläne und versuchte seinen Leiden durch übermäßigen Alkoholgenuss zu entgehen.
Der Kaiser hatte zweifellos massive psychische Probleme. Möglicherweise handelte es sich um eine Form erblicher Schizophrenie. Bei seinem Sohn Don Julio lässt sich eine solche Erkrankung offenbar recht gut diagnostizieren. Aber auch andere Krankheitsbilder wurden genannt. Allerdings ist zu bedenken, dass bei den zeitgenössischen Berichten über das seltsame Verhalten des Kaisers auch das jeweilige politische Interesse eine Rolle spielte. So hatten der Nuntius Filippo Spinelli oder Personen im Umfeld seines Bruders Matthias ein Interesse daran, Rudolf als unfähig darzustellen.
Das Krankheitsbild war zu Beginn seiner Herrschaft nicht voll ausgeprägt. Man kann mindestens drei Phasen unterscheiden. Die erste reichte bis etwa zum Beginn des Langen Türkenkrieges. In dieser Zeit handelte er noch im Rahmen des Üblichen. Während des Krieges bis etwa 1606 lässt sich ein Wechsel zwischen übersteigertem Selbstbewusstsein und Entscheidungslosigkeit konstatieren. Völlig regierungsunfähig war er in den letzten sechs Jahren seiner Herrschaft.
Sehr schwierig war auch sein Verhältnis zu Frauen. Zu einer Heirat mit der ihm versprochenen Infantin Isabella Clara Eugenia kam es nicht. Nach achtzehn Jahren Verlobungszeit wurde diese mit seinem Bruder Albrecht verheiratet, was Rudolf mit einem Tobsuchtsanfall quittierte. Zahlreiche mögliche Ehen kamen nicht zustande. Rudolf II. war durchaus heterosexuell veranlagt. Er hatte mehrere illegitime Kinder (siehe unten), deren Mütter nur zum Teil bekannt sind. Dazu zählte seine Geliebte Anna Maria Strada (1579–1629; häufig auch als Katharina bezeichnet). Sie war eine uneheliche Tochter von Ottavio Strada und Maria Hofmeister und Enkelin des Baumeisters Jacopo Strada.

## Rudolf als Herrscher

### Regierungsübernahme

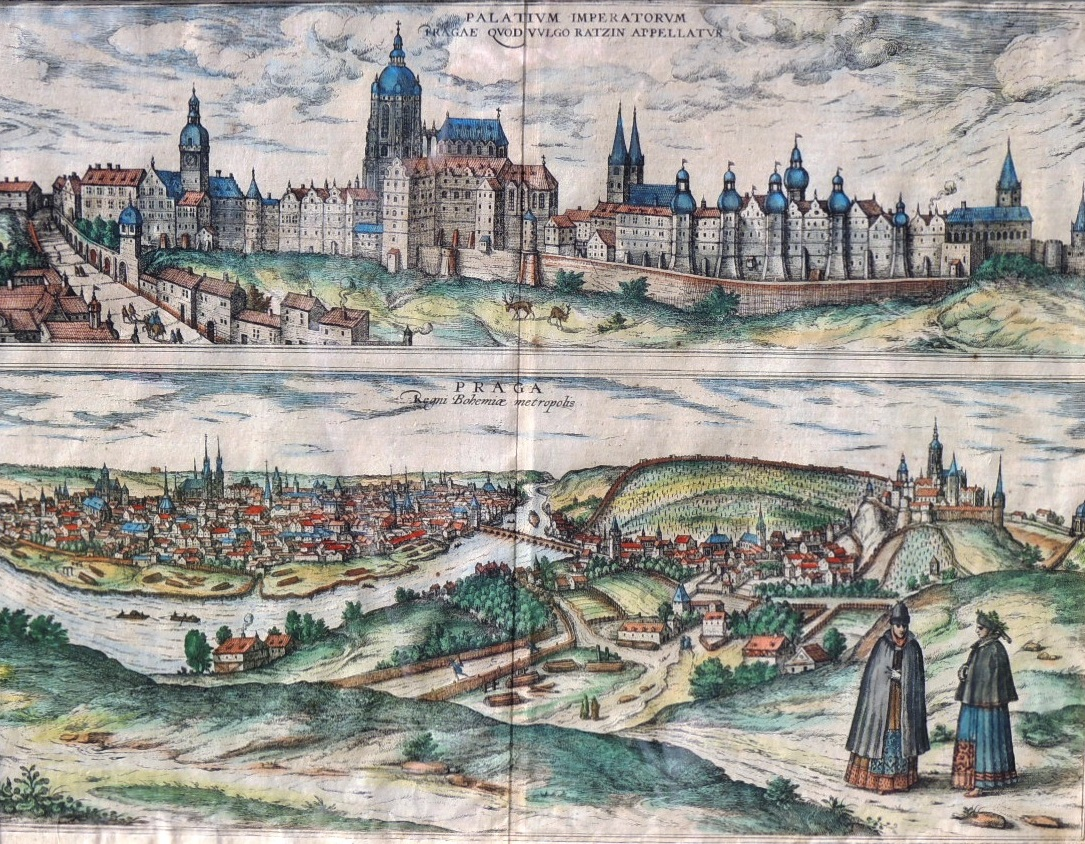
Die Prager Burg 1595 von Hoefnagel

Anlässlich der Hochzeit seines Onkels Karl von Innerösterreich kehrte Rudolf 1571 nach Österreich zurück. Sein Vater bereitete ihn in der Folge systematisch auf die Nachfolge vor. So wurde er zum Statthalter über Niederösterreich (des Erzherzogtums) gemacht. Am 26. September 1572 wurde er im Martinsdom von Pressburg zum König von Ungarn gekrönt. Nachdem Maximilian II. den Protestanten und den Utraquisten in Böhmen die freie Religionsausübung zugesichert hatte, wurde Rudolf am 22. September 1575 im Veitsdom von Prag auch zum König von Böhmen gekrönt. Viele deutsche Fürsten standen dem spanisch geprägten Erzherzog anfangs skeptisch gegenüber. Dennoch wurde er am 27. Oktober 1575 zum Römisch-deutschen König gewählt und am 1. November 1575 in Regensburg gekrönt. Die Nachfolge als Erzherzog von Österreich und Kaiser kam überraschend, da der Vater während des Reichstags von Regensburg am 12. Oktober 1576 starb.
1583 verlegte er seinen Hof nach Prag auf den Hradschin. Von längerfristiger Bedeutung war, dass so der böhmische Adel stärker an das Herrscherhaus gebunden wurde. Trotz seiner Einsamkeit unterhielt Rudolf in Prag einen großen repräsentativen Hofstaat. Dieser war extrem kostspielig und zeigte seine Neigung, vor der Realität in die Welt des schönen Scheins zu flüchten.
Durch den Wechsel des Residenzortes von Wien nach Prag, ein Erfolg auch der böhmischen Stände, wurde nicht nur die böhmische Metropole aufgewertet, sondern näherte sich der kaiserliche Hof auch den Kerngebieten des Reiches. Die Argumente gegenüber Wien waren sowohl geopolitisch, wirtschaftlich, innerdynastisch als auch finanzieller Natur.
Große Bedeutung hatten von Beginn an enge Vertraute. Dazu zählten u. a. Adam von Dietrichstein und Johannes Tonner. Seit 1582 gewann insbesondere der Oberstkämmerer Wolf Rumpf eine große Bedeutung, ehe der Kaiser ihn im Jahr 1600 fallen ließ. Starken Einfluss hatte der Kammerdiener Hans Popp. Im Hintergrund übten Personen wie Hieronymus Machowsky und Philipp Lang Einfluss aus. Von den Reichshofräten waren Johann Anton Barvitius, Andreas Hannewaldt und Hans Ruprecht von Bedeutung.
Die Inhaber der oberen Ämter und einflussreichen oder repräsentativen Positionen stammten aus den österreichischen und deutschen Territorien, aus Reichsitalien, vereinzelt aus Spanien. Nach 1600 setzte sich auch der katholische böhmische Adel bei wichtigen oder herrschernahen Diensten am Hof vermehrt durch (mit dem Oberststallmeister Adam d. J. von Waldstein ab 1606). Ethnisch gesehen bestand der Hofstaat 1612 zu rund 70 % aus Personen deutschsprachiger Herkunft und zu etwa 30 % aus anderen Nationalitäten, darunter Tschechen und Italienern.

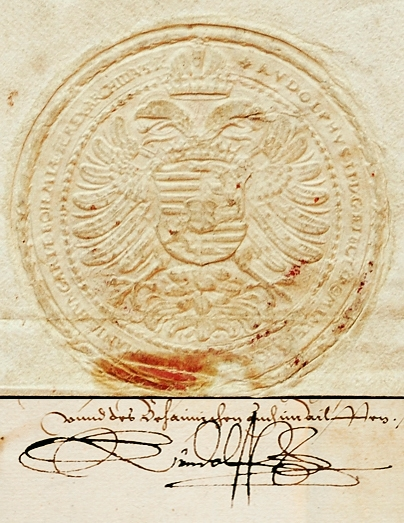
Rudolf II., Unterschrift (1586) und Sekretsiegel für Böhmen.

Die neuere Forschung hat ältere Vorstellungen etwa von der Bedeutung der Kammerdiener für politische Entscheidungen oder seine psychischen Probleme – von den letzten Jahren seines Lebens abgesehen – relativiert. Stärker betont wurde dagegen seine gemäßigte Personalpolitik, das tolerante Klima am Hof und die Entscheidungsfindung unter Hinzuziehung der Räte. Hinsichtlich des Hofes lassen sich drei Phasen unterscheiden. In der ersten von 1576 bis 1583 hat es eine gewisse Reisetätigkeit gegeben. Danach bis 1600 blieb der Hof in Prag und war personell relativ konstant. Danach ist eine starke Fluktuation mit Auflösungstendenzen bestimmter Bereiche zu beobachten.

### Äußere Politik
Sein Vorbild hinsichtlich des imperialen Selbstverständnisses war die Universalmonarchie Karls V. Sein Wahlspruch lautete: „Fulget caesaris astrum“ = Es leuchtet des Kaisers Gestirn.
Er versuchte, den Vorrang des Reiches sowohl gegenüber Frankreich wie auch gegenüber Spanien zu behaupten. Philipp II. verweigerte er den Titel eines Reichsvikars in Italien. Ebenso betonte er die kaiserlichen Rechte in den Niederlanden. Dem politisch durch die Gegenreformation erstarkten Papsttum setzte er beträchtlichen Widerstand entgegen.
In seine frühen Regierungsjahre fällt der Beginn des Aufstandes der Niederländer gegen die Spanischen Habsburger. Sein Bruder Matthias mischte sich direkt in den Konflikt ein, als er sich in einem Handstreich zum Statthalter der habsburgischen Niederlande machte. Sein Vorgehen traf nicht nur auf die Missbilligung Philipps II., sondern auch die Rudolfs, der vergeblich versuchte 1579 mit dem Kölner Pazfikikationstag, einen Ausgleich der Konfliktparteien herbeizuführen. In Polen war, nachdem Heinrich von Valois als polnischer König überraschend das Land verlassen hatte, 1574 der Thron vakant geworden. Der Versuch der Habsburger, Erzherzog Ernst zum polnischen König wählen zu lassen, scheiterte. Einige Jahre später, nach dem Tod von Stephan Báthory, stellte sich das Problem erneut. Erzherzog Maximilian III. wurde zwar gewählt, konnte sich aber nicht gegen Sigismund III. Wasa durchsetzen und wurde gefangengesetzt. Rudolf II. war in dieser Sache wenig aktiv geworden, bemühte sich aber um die Freilassung des in Gefangenschaft geratenen Bruders.

### Gegenreformation
Rudolf praktizierte den Katholizismus, wie er sich in der Folge des Konzils von Trient entwickelt hatte, wenn auch der Apostolische Nuntius sich in einem Bericht darüber beklagte, dass der Kaiser religiös wenig Eifer zeige und sich mit Häretikern umgebe. Der persönlich tolerante Rudolf hatte gegenüber Anhängern anderer Konfessionen keine Berührungsängste. Er nahm Lutheraner, Utraquisten und sogar Calvinisten in seine Dienste auf. Sein Beichtvater Johannes Pistorius war früher Lutheraner und Calvinist gewesen, ehe er zum Katholizismus konvertierte. Zu Beginn seiner Herrschaft hatte er die Jesuiten noch gefördert, blieb aber misstrauisch. Er weigerte sich, dem Orden die Universität Prag zu überlassen.
Die Gegenreformation wurde zwar vor allem in den österreichischen Erblanden von seinen Brüdern und Verwandten vorangetrieben, aber auch Rudolf erließ entsprechende Verordnungen. So wurde 1577 der protestantische Gottesdienst in Wien verboten, kurz danach Prediger ausgewiesen, Kirchen und Schulen geschlossen. Zur Zeit des Konflikts zwischen Rudolf und Matthias um die Herrschaft nahm der Druck auf die Protestanten allerdings ab, da beide Seiten um deren Unterstützung warben. Einher gingen die gegenreformatorischen Maßnahmen insbesondere in Böhmen, Ungarn und Niederösterreich mit dem Ziel, die Macht der mehrheitlich protestantischen Stände zu brechen, was aber nur unvollkommen gelang.

### Reichspolitik

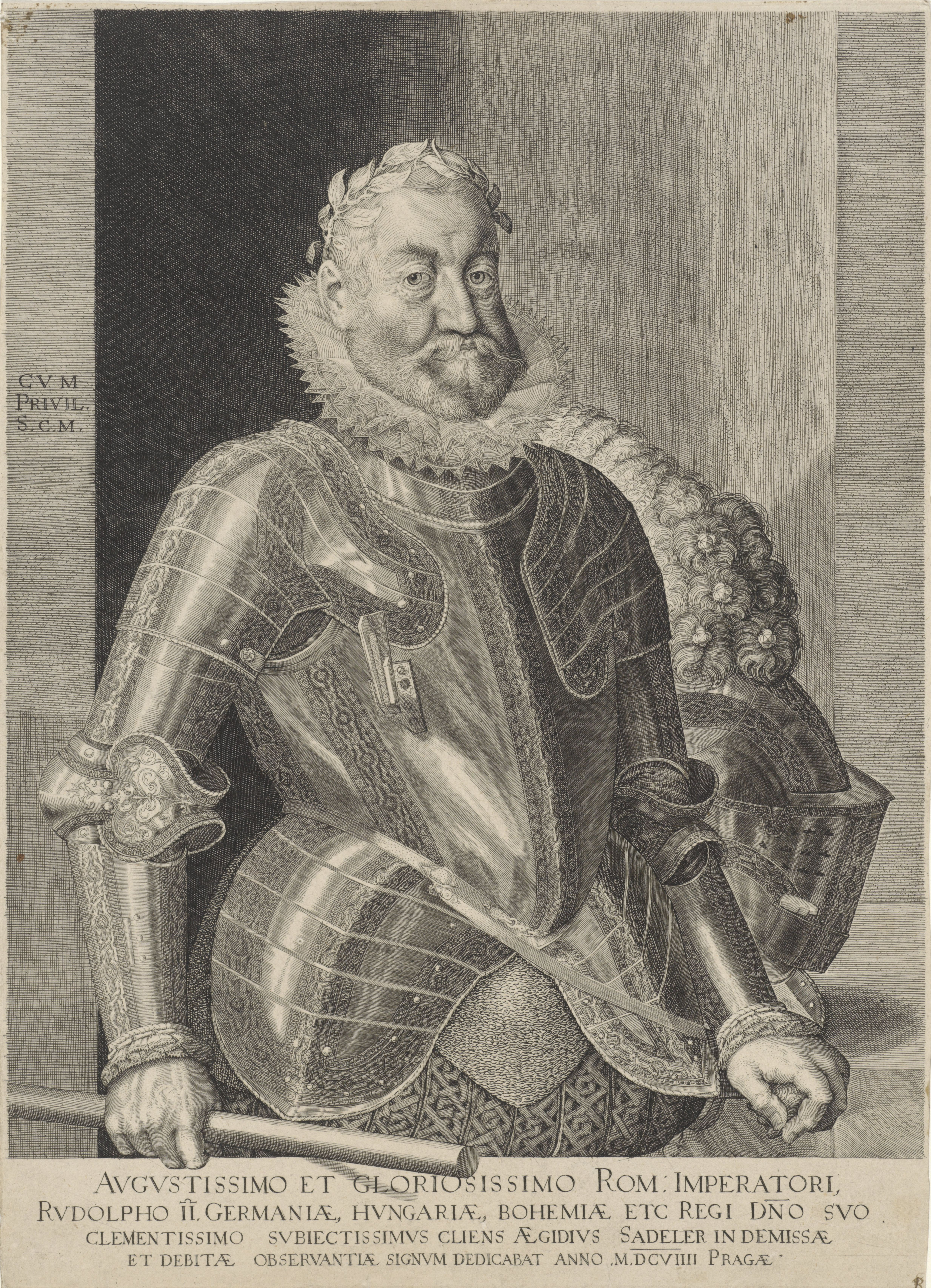
Rudolf II., Kupferstich von Egidius Sadeler, 1609

In der Reichspolitik hatte Rudolf nur wenig Initiative gezeigt. Bestimmt wurde seine Zeit durch die politischen Folgen der Reformation und die konfessionelle Spaltung der Reichsstände. In seiner Zeit fanden zwar fünf Reichstage statt, aber diese hatten nur wenig reichspolitische Bedeutung. Bezeichnend war, dass Rudolf nur bei den ersten beiden Reichstagen 1582 in Augsburg und 1594 in Regensburg anwesend war.
Im Gegensatz zu seinen beiden Vorgängern gelang es Rudolf nicht, zwischen den Konfessionsparteien zu vermitteln. Der Kaiser neigte zwar insgesamt zu einer Bevorzugung der katholischen Position, spielte aber in den großen konfessionspolitischen Auseinandersetzungen nur eine eher untergeordnete Rolle, etwa im Straßburger Kapitelstreit, in dem sich die Katholiken durchsetzen konnten, oder im kölnischen Krieg: Der Übertritt des Kölner Kurfürsten Gebhard Truchsess zu Waldburg zum Protestantismus drohte die konfessionelle und machtpolitische Landkarte des Reiches zu verschieben, doch spielten in der Bekämpfung des Abtrünnigen die Wittelsbacher die entscheidende Rolle und sollten für die kommenden fast zwei Jahrhunderte den Kölner Kurfürsten stellen. Der oppositionellen Politik der calvinistischen Kurpfalz trat er nicht entgegen.
Die kaiserliche Position wurde gestärkt, als die konfessionellen Spannungen das Reichskammergericht arbeitsunfähig machten und damit der kaiserliche Reichshofrat an Bedeutung gewann. Gegenüber den Reichsstädten betonte Rudolf seine Position als Stadtherr.
Aufgrund seiner Untätigkeit verlor Rudolf zunehmend an Rückhalt. Als besonders negativ wirkte sich aus, dass er 1607 die protestantische Reichsstadt Donauwörth dem katholischen Maximilian von Bayern überließ. Dies verstärkte die protestantische Protestbewegung. Insbesondere die Kurpfalz griff den Kaiser als angeblich parteiisch scharf an und sprengte den Reichstag von Regensburg im Jahr 1608. Dies war der erste Reichstag, auf dem keine Einigung zwischen Protestanten und Katholiken zustande kam. Damit war ein weiteres Reichsorgan faktisch nicht mehr funktionsfähig.
In dieser Zeit drohte sich auch der Erbfolgestreit um die Herzogtümer Jülich-Kleve-Berg 1610 zu einer europäischen Krise auszuweiten. Das Versagen des Kaisers führte dazu, dass die Protestanten sich an die Niederlande, England und Frankreich anlehnten. Die katholischen Stände dagegen setzten auf Spanien. Letztlich bewirkte der Tod des französischen Königs Heinrich IV. und nicht die Politik Rudolfs, dass es nicht schon in dieser Zeit zu einem europäischen Krieg kam.

### Langer Türkenkrieg

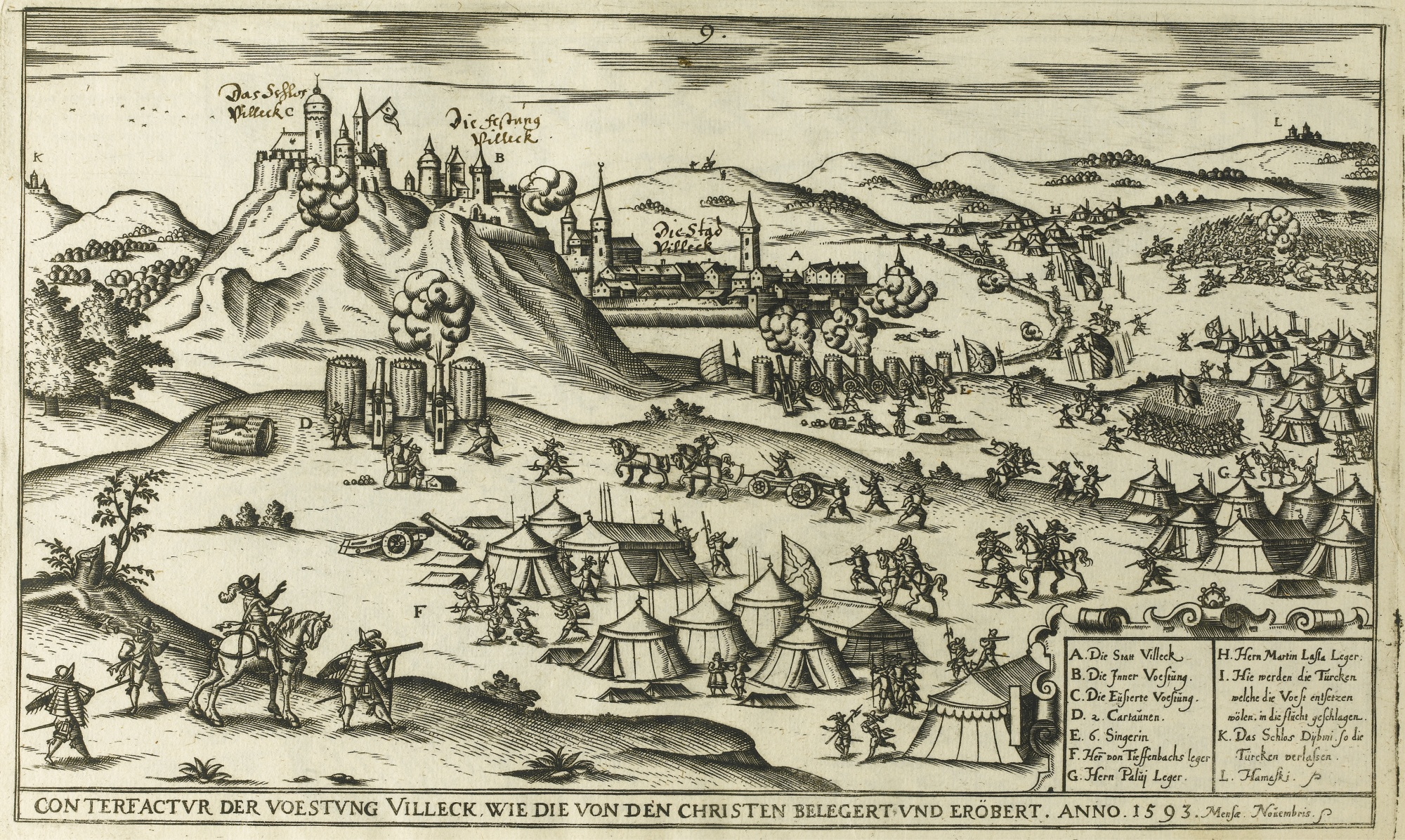
Die Belagerung von Fiľakovo 1593

Im Südosten hatte lange ein relativer Frieden mit den Osmanen geherrscht. Allerdings hatte sich 1592 in Konstantinopel die Kriegspartei durchgesetzt, was seit 1593 zum großen Türkenkrieg führte. Dieser verlief mit wechselndem Erfolg für beide Seiten. Der Kaiser selbst war nie an der Front, hat sich aber als Türkensieger gesehen und darstellen lassen. Insbesondere die Wiedereroberung der Festung Gran 1595 ließ er propagandistisch ausschlachten. Zahlreiche Kunstwerke wurden anlässlich dieser angeblichen Befreiung Ungarns geschaffen und Flugblätter verkündeten den kaiserlichen Erfolg. Eine schwere Niederlage war der Fall der Grenzfestung Kanizsa, dem wieder Erfolge der Kaiserlichen folgten. Rudolf versuchte diplomatische Beziehungen mit Persien aufzunehmen, um so die Osmanen in einen Zweifrontenkrieg zu verwickeln. Eine persische Gesandtschaft kam 1605 nach Prag und erregte großes Aufsehen. Auch mit anderen Staaten wurden Verhandlungen aufgenommen. Die Kosten des Krieges waren immens und zwangen den Kaiser zu Zugeständnissen gegenüber den Ständen. Insbesondere musste er ihnen in der Konfessionsfrage entgegenkommen. Die Lage wurde noch erschwert, als es 1604 zur Erhebung von Stefan Bocskay in Ungarn kam.
Der Kaiser selbst wollte eigentlich keinen Frieden. Vielmehr hat sein Bruder Matthias 1606 den Frieden von Zsitvatorok abgeschlossen. Dieser brachte kaum Veränderung des Status quo. Immerhin erkannte der osmanische Sultan Ahmed I. den Kaiser fortan als gleichberechtigten Monarchen an. Mit dem Frieden von Wien beendete Matthias 1606 auch den Aufstand in Ungarn. Insbesondere der Friede mit den Osmanen hat den Konflikt zwischen Matthias und Rudolf verschärft.

### Österreichische Bauernaufstände
In die Zeit Rudolfs fallen schwerwiegende soziale Unruhen. Insbesondere der Türkenkrieg belastete die Bevölkerung. Auch kam es in den Grenzregionen zu den Osmanen zu Truppenaushebungen unter den Bauern. Auch die Gegenreformation stieß auf Unmut in der Bevölkerung. In Ober- und Niederösterreich kam es in den Jahren 1595 und 1597 daher zu Bauernunruhen. Rudolf II. reagierte erst 1597, indem er die Arbeitspflicht (Robot) auf den Besitzungen der Grundeigentümer beschränkte. Die Bauern hatten ein idealisiertes Kaiserbild. Es kam zu Verhandlungen. Gleichzeitig ließ Erzherzog Matthias militärisch gegen die Aufständischen mit brutaler Gewalt vorgehen.
siehe Zweiter Oberösterreichischer Bauernaufstand

### Bruderzwist im Haus Habsburg
Rudolf wurde immer mehr mit dem Vorwurf der Untätigkeit konfrontiert, zumal er weiterhin keine Anstalten machte, zu heiraten und dadurch seine Nachfolge zu sichern. Ebendies war die Ursache für den Bruderzwist im Hause Habsburg. Erzherzog Ernst, zu dem der Kaiser ein gutes Verhältnis hatte, war bereits 1595 gestorben. Dagegen strebte Matthias die Nachfolge an. Stark beeinflusst wurde dieser von Bischof Melchior Khlesl, der sich von Rudolf abgewandt hatte. Sein Einfluss war so groß, dass er später, als Matthias Kaiser war, spöttisch „Vizekaiser“ genannt wurde. Gemeinsam betrieben sie energisch die Gegenreformation in Niederösterreich.

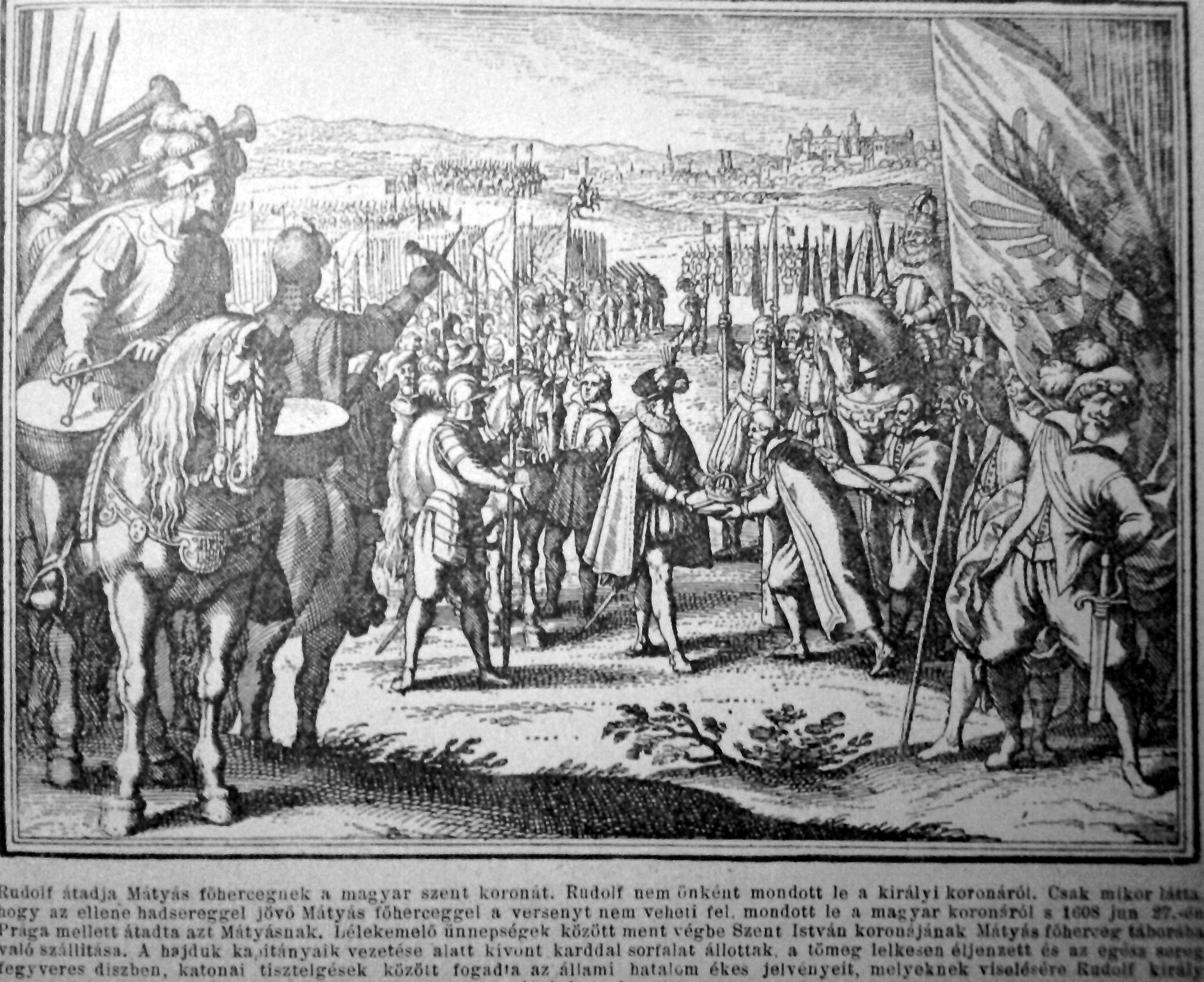
Zusammentreffen von Kaiser Rudolf und Erzherzog Matthias 1608 in der Nähe von Prag

Im November 1600 kam in Schottwien ein Vertrag zwischen den Erzherzögen Matthias und Maximilian sowie Ferdinand gegen den Kaiser zustande. Dieser hatte aber noch keine direkten Konsequenzen. Die politische Inaktivität des Kaisers, der noch andauernde Türkenkrieg, die Krise der Reichsverfassung und eine allmähliche Auflösung des Kaiserhofes als Folge der unkalkulierbaren Launen des Kaisers verlangten immer stärker nach einer Entscheidung. Im Jahr 1605 vereinbarten die Erzherzöge, dass Matthias nach Prag reisen solle, um mit dem Kaiser zu verhandeln. Dieser, in seinem herrscherlichen Selbstverständnis getroffen, lehnte ab. Im Jahr 1606 erklärten die Erzherzöge den Kaiser für geisteskrank, setzten Matthias als Familienoberhaupt ein und begannen die Absetzung Rudolfs zu betreiben. Matthias schloss ohne den Kaiser Frieden mit den Osmanen und den Ungarn. Damit stellte sich die Familie offen gegen den Kaiser. Der Frieden mit den Ungarn war verbunden mit der Garantie weitgehender ständischer Rechte und Religionsfreiheit.
Ständische Oppositionsbestrebungen machten sich auch in Böhmen und in den österreichischen Erblanden bemerkbar. Die Erzherzöge verbanden sich offiziell 1608 mit den Ständen in Ungarn und Österreich gegen den Kaiser. Die Stände Mährens wurden gezwungen, sich der Bewegung anzuschließen. Erzherzog Matthias begann sogar auf Prag zu marschieren. Rudolf hat die Gefährlichkeit der Situation zwar erkannt, war aber unfähig, darauf zu reagieren. Allerdings hatte Matthias nicht die Stände Böhmens, Schlesiens und der Lausitz hinter sich. Vor diesem Hintergrund konnten die Erzherzöge ihre Ziele nicht völlig durchsetzen, und beide Seiten sahen sich zu einem Kompromiss gezwungen. Es kam zum Vertrag von Lieben vom 25. Juni 1608. Darin verzichtete Rudolf auf die Herrschaft in Ungarn, Österreich und Mähren zugunsten von Matthias. Die restlichen Gebiete und auch die Kaiserwürde blieben in seiner Hand.
Hatte der Kaiser den Ständen Böhmens, Schlesiens und der Lausitz zuvor noch Versprechungen gemacht, versuchte er nun, die Einlösung zu verweigern. Als in Böhmen ein Aufstand drohte, war er 1609 zur Ausstellung der Majestätsbriefe für Böhmen und Schlesien gezwungen. Gegen den Widerstand des Oberstkanzler von Böhmen Zdeněk Vojtěch von Lobkowicz sicherte er den protestantischen Adligen Religionsfreiheit und wichtige Privilegien zu. Dies spielte in den Ereignissen von 1618, die zum Ständeaufstand in Böhmen (1618) und zum Dreißigjährigen Krieg führen sollten, eine Rolle.
Die Position des Kaisers gegenüber Matthias schien zeitweilig durch das sogenannte Passauer Kriegsvolk gestärkt. Es schien zeitweise sogar zu einem Vergleich zu kommen. So wurden die „Articul der Vergleichung“  mit den Defensoren geschlossen. Der Kaiser weigerte sich, das Passauer Kriegsvolk zu entlassen. Unter dem Befehl Leopolds von Habsburg drangen die Truppen in Böhmen ein. Daraufhin wandten sich die böhmischen Stände von Rudolf ab. Ihm gelang es nicht, Leopold mit seien Truppen zum Rückzug zu bewegen, dessen Ziel es war, die böhmische Königswürde zu erwerben. Die Passauer Truppen drangen in Prag ein, zogen sich aber zurück, als Matthias Truppen sich näherten. Dieser ließ zusammen mit den böhmischen Ständen am 11. März 1611 Prag besetzen.
Matthias wurde am 23. Mai 1611 zum König von Böhmen gekrönt. Rudolf war nunmehr nur noch ein Kaiser ohne Land und wurde von Matthias nur noch auf dem Hradschin geduldet. Dort starb er 1612 und sein Bruder wurde auch Rudolfs Nachfolger als Kaiser. Bestattet wurde Rudolf, wie seine Vorgänger Ferdinand I. und Maximilian II., im Prager Veitsdom.

## Förderer von Kunst und Wissenschaft

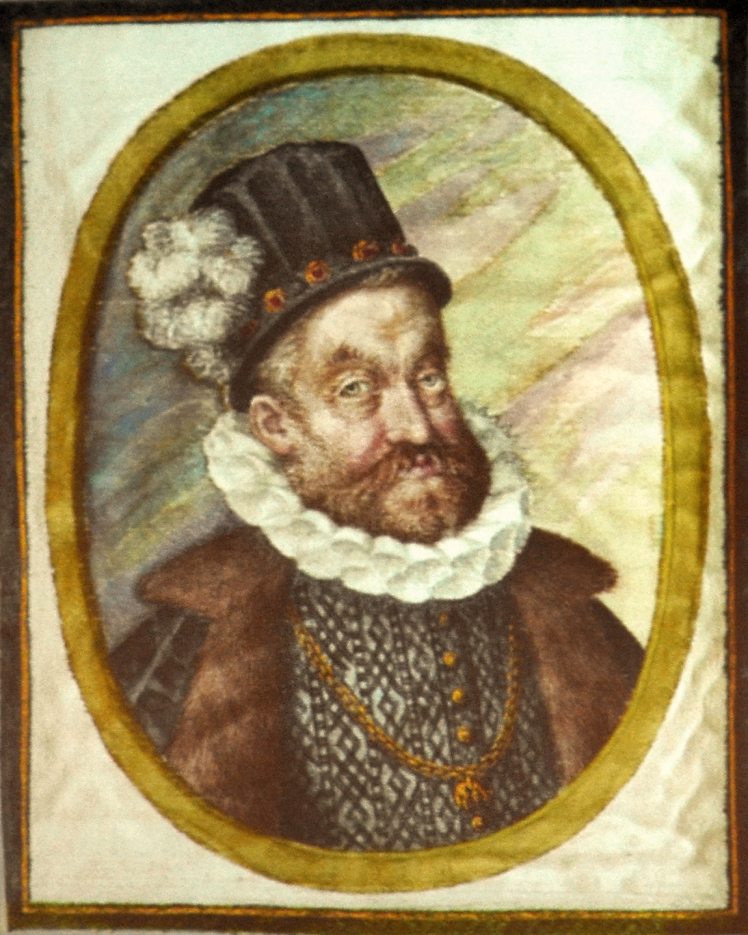
Albumseite im Großen Stammbuch von Philipp Hainhofer

Allegorisches Porträt Kaiser Rudolfs II. (von Giuseppe Arcimboldo, 1590)

Rudolfs Interesse galt vorwiegend den Künsten und Wissenschaften seiner Zeit: Er stand in Verbindung mit Tycho Brahe und Johannes Kepler, der Hofmathematiker und Leiter der kaiserlichen Sternwarte war und dem Kaiser als Astrologe diente. In lateinischer Sprache erschienen – von Johannes Kepler herausgegeben – die Rudolfinischen Tafeln auf der Grundlage der Beobachtungen von Tycho Brahe, die der Berechnung des Laufs der Sonne, des Mondes und der Planeten dienten. Rudolf engagierte auch den Schweizer Uhrmacher und Mathematiker Jost Bürgi, der ihm das Manuscript seines "Fundamentum astronomiae" übergab.
Stark beschäftigte er sich auch mit der Astrologie, Alchemie und anderen okkulten Praktiken. Auch die lateinische Dichtung und die Geschichtsschreibung spielten eine wichtige Rolle an seinem Hof. Der Kaiser las viel und gerne. Zu den Dichtern in seinem Umkreis zählen Šimon Lomnický z Budče, Georg Carolides, Thomas Mitis, Elisabeth Johanna von Weston.
In vielfältiger Weise förderte er die Künste und die Künstler. Rudolfs Kunstsammlung ist legendär und war die größte ihrer Zeit – der Grundstock der Brueghelsammlung des Kunsthistorischen Museums in Wien etwa stammt von ihm. Auch für die Malerei des Manierismus war seine Sammlertätigkeit wichtig. Sein besonderes Interesse war jedoch die Steinschneidekunst. Diese Sammlung wurde bei der Eroberung Prags 1648 von den Schweden geplündert (siehe Prager Kunstraub) und ist nun größtenteils in alle Welt verstreut.
Seine Hauskrone, die er 1602 anfertigen ließ, wurde 1804 zur Kaiserkrone des Vielvölkerstaates Österreich.
Rudolf II. berief zahlreiche Künstler verschiedener Fachgebiete an seinen Hof, was zu einer Blüte der spätmanieristischen Kunst in Prag führte, die besonders auf Deutschland und die Niederlande ausstrahlte. Zu den Künstlern zählten u. a. Giuseppe Arcimboldo, Bartholomäus Spranger, Hans von Aachen, Joseph Heintz, Paulus van Vianen, Egidius Sadeler und Roelant Savery; man spricht auch von rudolfinischer Kunst.
Am Hofe Rudolfs II. in Prag wirkte etwa der niederländische Künstler Adriaen de Vries, der 1603 eine lebensgroße bronzene Christus-Statue für die Kirche in Rothsürben bei Breslau schuf.
Rudolf betätigte sich selbst mit größter Leidenschaft als Goldschmied und Kunstdrechsler und verbrachte dabei Tage hindurch mit seiner Arbeit. Rudolf II. erwarb auch eine große Münzsammlung.
Das einzige monumentale Denkmal für Rudolf II. ist das Reliefbild am Reichenturm in Bautzen. Es entstand 1593 im Auftrag des Bautzener Rates und ist ein Werk des Bildhauers Jacob Michael.

## Alchemie
Rudolf II. hatte eine Leidenschaft für Okkultes und besonders für die Alchemie, mit einem eigenen Labor auf dem Hradschin, das einen guten Ruf unter Alchemisten hatte. Dort arbeiteten seine Vertrauten, die Kammerdiener Hans P. Hayden und Hans von Pürbach. Hofbeamte wie Hans Popp, Philipp Lang und Thaddaeus Hagecius (einer seiner Leibärzte, eigentlich Thaddäus Hajek), sowie eine Reihe weiterer Ärzte aus Rudolfs Umfeld, befassten sich ebenfalls mit Alchemie und entschieden oft, welche fremden Alchemisten Zugang zum Kaiser erhielten, ebenso wie hohe Adelige in Prag wie Karl von Liechtenstein, Václav z Vřesovic (1532–1583), Bavor Rodovský (1526–1591) und Jan Zbyněk Zajíc (um 1570–1616) und der böhmische Magnat Wilhelm von Rosenberg und sein Bruder Peter Wok von Rosenberg. Auch Jakub Horčický z Tepence, der es mit Arzneimitteln zu Wohlstand brachte und wegen dieser Arzneien auch in kaiserlichem Dienst stand, kannte sich mit Chemie aus.

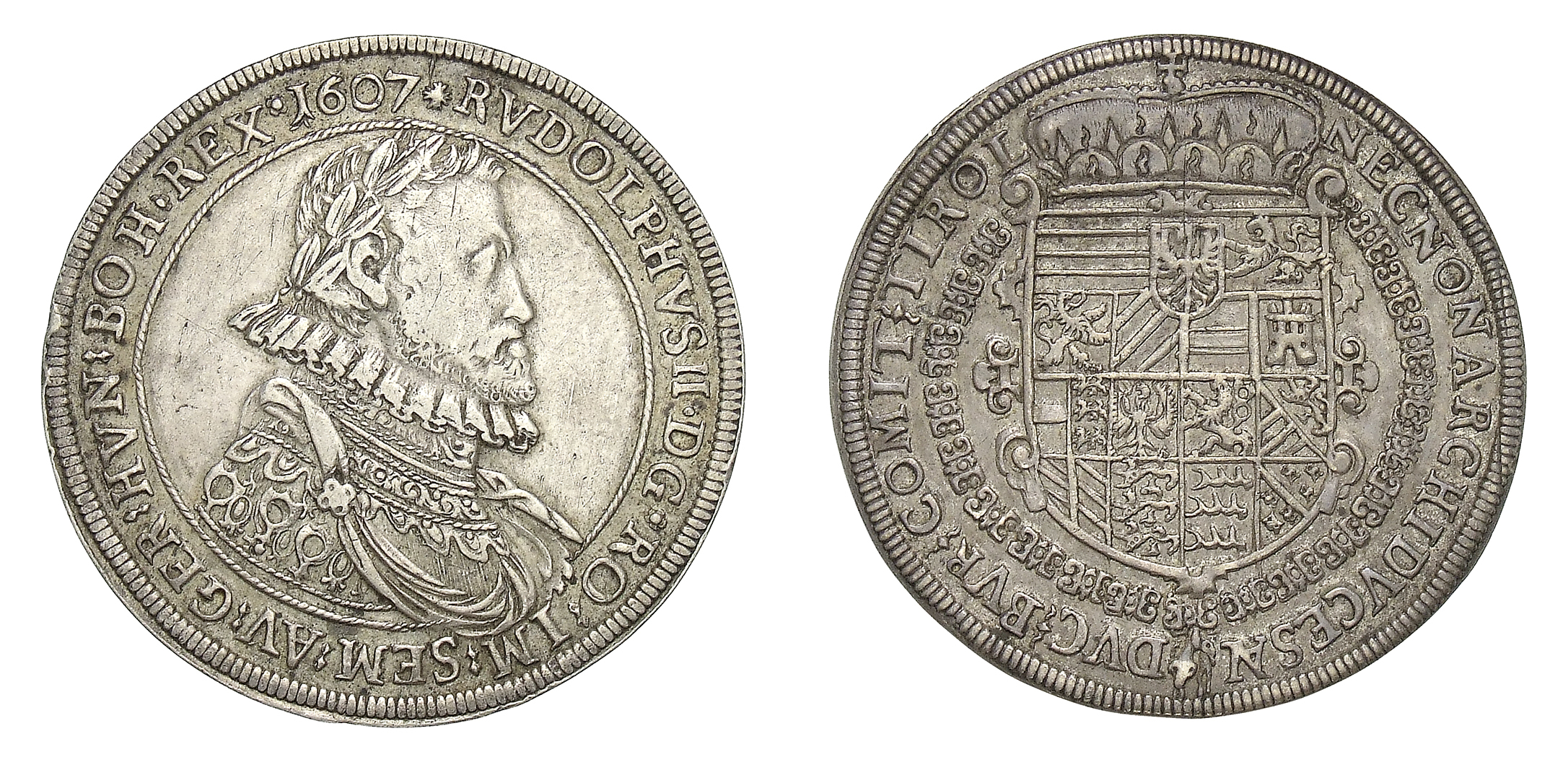
Sogenannter Alchemistentaler Kaiser Rudolfs II. von 1607 mit alchemistischen Zeichen an der Schulter (Silber; Durchmesser 41 mm; 28,35 g)

Führende Alchemisten hatten Kontakt zu Rudolf II. in Prag wie Michael Maier, Sendivogius (dem er anfänglich misstrauisch gegenüberstand), Sebald Schwärzer (gestorben 1598), Oswald Croll und das Paar John Dee und dessen Medium Edward Kelley, die beide allerdings bei ihrem ersten Besuch 1583 Prag auf Drängen des päpstlichen Gesandten nach wenigen Monaten wieder verlassen mussten. Rudolf II. war mehrfach von reisenden Goldmachern betrogen worden und wurde mit der Zeit misstrauisch, was einige dieser Alchemisten wie Edward Kelley, Philipp Jakob Güstenhöfer und Christian Wildeck zu spüren bekamen. Kelley, der auf Empfehlung von Rosenberg wieder an seinem Hof auftauchte, ließ er 1591 verhaften und mindestens zwei Jahre einsperren. Damals interessierten sich auch andere Fürsten für Alchemie, mit denen Rudolf II. sich austauschte, so Ernst von Bayern und Friedrich I. von Württemberg. Mit Letzterem kam es bei einer aufsehenerregenden Affäre um die Verhaftung von Sendivogius in Württemberg 1605 zu Zwistigkeiten.
Weitere Gelehrte am Hof Rudolfs II., die sich auch mit Alchemie befassten, waren Anselmus de Boodt und von 1610 bis zum Tod des Kaisers Cornelis Jacobszoon Drebbel. Rudolfs wichtigster Berater bei Bergbau und Mineralien waren Lazarus Ercker sowie der Joachimsthaler Bergwerkspräfekt Nikolaus Maius und Simon Tadeas Budeck von Lesin.
Rudolf II. ließ 1607 einen sogenannten Alchemistentaler prägen. Der Taler wird als Alchemistentaler bezeichnet, weil sich alchemistische Zeichen an seinem Brustbild befinden. Es ist der einzige dieser Art, der jemals im Heiligen Römischen Reich geprägt wurde.

## Nachwirkung
Das Schicksal Kaiser Rudolfs II. verarbeitete Franz Grillparzer (1791–1872) in seinem Trauerspiel Ein Bruderzwist in Habsburg (Uraufführung: 1872) literarisch.
Rudolf ist eine der Hauptfiguren in Leo Perutz’ Roman Nachts unter der steinernen Brücke.

## Ahnentafel
| Ahnentafel Kaiser Rudolf II. | Ahnentafel Kaiser Rudolf II.                                                  | Ahnentafel Kaiser Rudolf II.                                                      | Ahnentafel Kaiser Rudolf II.                                                            | Ahnentafel Kaiser Rudolf II.                                                            | Ahnentafel Kaiser Rudolf II.                                                  | Ahnentafel Kaiser Rudolf II.                                                      | Ahnentafel Kaiser Rudolf II.                                           | Ahnentafel Kaiser Rudolf II.                                                      |
| ---------------------------- | ----------------------------------------------------------------------------- | --------------------------------------------------------------------------------- | --------------------------------------------------------------------------------------- | --------------------------------------------------------------------------------------- | ----------------------------------------------------------------------------- | --------------------------------------------------------------------------------- | ---------------------------------------------------------------------- | --------------------------------------------------------------------------------- |
| Ururgroßeltern               | Kaiser Maximilian I. (1459–1519) ⚭ 1477 Maria von Burgund (1457–1482)         | Ferdinand II. von Aragón (1452–1516) ⚭ 1469 Isabella I. von Kastilien (1451–1504) | Kasimir IV. von Polen (1427–1492) ⚭ 1454 Elisabeth von Habsburg (1436/37–1505)          | Gaston II. de Foix-Candale (1448–1500) ⚭ 1477 Catherine de Foix-Candale (1455–1494)     | Kaiser Maximilian I. (1459–1519) ⚭ 1477 Maria von Burgund (1457–1482)         | Ferdinand II. von Aragón (1452–1516) ⚭ 1469 Isabella I. von Kastilien (1451–1504) | Ferdinand von Viseu (1433–1470) ⚭ 1447 Beatriz von Avis (1430–1506)    | Ferdinand II. von Aragón (1452–1516) ⚭ 1469 Isabella I. von Kastilien (1451–1504) |
| Urgroßeltern                 | Philipp I. von Kastilien (1478–1506) ⚭ 1496 Johanna von Kastilien (1479–1555) | Philipp I. von Kastilien (1478–1506) ⚭ 1496 Johanna von Kastilien (1479–1555)     | Vladislav II. von Böhmen und Ungarn (1456–1516) ⚭ 1502 Anne de Foix-Candale (1484–1506) | Vladislav II. von Böhmen und Ungarn (1456–1516) ⚭ 1502 Anne de Foix-Candale (1484–1506) | Philipp I. von Kastilien (1478–1506) ⚭ 1496 Johanna von Kastilien (1479–1555) | Philipp I. von Kastilien (1478–1506) ⚭ 1496 Johanna von Kastilien (1479–1555)     | Manuel I. von Portugal (1469–1521) ⚭ 1500 Maria von Aragón (1482–1517) | Manuel I. von Portugal (1469–1521) ⚭ 1500 Maria von Aragón (1482–1517)            |
| Großeltern                   | Kaiser Ferdinand I. (1503–1564) ⚭ 1521 Anna von Böhmen und Ungarn (1503–1547) | Kaiser Ferdinand I. (1503–1564) ⚭ 1521 Anna von Böhmen und Ungarn (1503–1547)     | Kaiser Ferdinand I. (1503–1564) ⚭ 1521 Anna von Böhmen und Ungarn (1503–1547)           | Kaiser Ferdinand I. (1503–1564) ⚭ 1521 Anna von Böhmen und Ungarn (1503–1547)           | Kaiser Karl V. (1500–1558) ⚭ 1526 Isabella von Portugal (1503–1539)           | Kaiser Karl V. (1500–1558) ⚭ 1526 Isabella von Portugal (1503–1539)               | Kaiser Karl V. (1500–1558) ⚭ 1526 Isabella von Portugal (1503–1539)    | Kaiser Karl V. (1500–1558) ⚭ 1526 Isabella von Portugal (1503–1539)               |
| Eltern                       | Kaiser Maximilian II. (1527–1576) ⚭ 1548 Maria von Spanien (1528–1603)        | Kaiser Maximilian II. (1527–1576) ⚭ 1548 Maria von Spanien (1528–1603)            | Kaiser Maximilian II. (1527–1576) ⚭ 1548 Maria von Spanien (1528–1603)                  | Kaiser Maximilian II. (1527–1576) ⚭ 1548 Maria von Spanien (1528–1603)                  | Kaiser Maximilian II. (1527–1576) ⚭ 1548 Maria von Spanien (1528–1603)        | Kaiser Maximilian II. (1527–1576) ⚭ 1548 Maria von Spanien (1528–1603)            | Kaiser Maximilian II. (1527–1576) ⚭ 1548 Maria von Spanien (1528–1603) | Kaiser Maximilian II. (1527–1576) ⚭ 1548 Maria von Spanien (1528–1603)            |
|                              | Kaiser Rudolf II. (1552–1612)                                                 |                                                                                   |                                                                                         |                                                                                         |                                                                               |                                                                                   |                                                                        |                                                                                   |

## Nachkommen
Rudolf II. hatte zahlreiche Geliebte, die er aber meist nur einen Monat hatte, von wenigen Ausnahmen abgesehen, so Anna Maria Strada (1579–1629), die von 1596 (damals 17 Jahre alt) bis 1603 seine Geliebte war, dann verheiratete der Kaiser sie mit seinem langjährigen Kammerdiener Christoph Ranft (1561–1642). Die uneheliche Tochter von Ottavio Strada und Maria Hofmeister und Enkelin des Baumeisters Jacopo Strada führte den Namen „eingeborene Strada von Rossberg, Bürgerin zu Rom“. Mit ihr hatte er die Söhne Don Matthias (Matthias von Österreich) und Don Carolus (Karl von Österreich). Auch im Alter brach die Folge seiner Geliebten nicht ab – noch kurz vor seinem Tode wurde ihm eine Tochter geboren.
Drei seiner Söhne und drei seiner Töchter ließ er legitimieren, darunter:
- Julius d’Austria (* 1585, † 25. Juni 1609), auch Don Julius Caesar genannt, Markgraf von Österreich. Über dessen Mutter ist nichts bekannt, sie soll (nach dem Gesandten Alidosi) eine Baronessa gewesen sein. Der Sohn war der Augapfel seines Vaters, war ihm in seinen Ausschweifungen und Neigungen ähnlich und verfiel, nachdem er seine Geliebte ermordet hatte und vom Vater auf seinem Schloss (er wohnte auf Schloss Krumau) eingesperrt worden war, dem Wahnsinn.
- Karl von Österreich (1603–1628), auch Don Karl oder Don Carolus Faustus genannt. Dieser verwickelte sich in Raufhändel, trank und galt als jähzornig und gewalttätig. Über seinen Tod gibt es keine gesicherten Erkenntnisse. Es gibt allerdings das Gerücht, dass er bei einem Raufhandel ermordet wurde. Seine Abstammung gilt als gesichert.
- Matthias von Österreich (* 1594; † November 1626 in Wien, beigesetzt im Franziskanerkloster), auch Don Matthias genannt, verheiratet mit einer unbekannten Sizilianerin. Er lebte nach dem Tode seines Vaters mit seinem Bruder Karl in Graz und wählte später eine militärische Laufbahn (Verteidigung von Gradisca im Venezianerkrieg, in Budweis kämpfte er unter dem Befehl von Oberfeldmarschall Boucquoi).

Weitere Kinder sind:
- Charlotte (* 1591; † 12. Januar 1662 in Mechelen), auch Doña Carolina genannt, Markgräfin von Österreich. Sie heiratete – vermutlich am 10. Februar 1608 (einige Quellen schreiben 1607 bzw. 10. Mai 1608) – François Perrenot de Granvelle (* 1589; † April oder Mai 1629 in Besançon, auch Marquis François Thomas d’Oiselet, Prince de Cantecroix bzw. Reichsgraf von Cantecroy genannt). Er war Erbe von Antoine Perrenot de Granvelle; durch die Heirat versuchte Rudolf II. an dessen Kunstsammlung heranzukommen. Der Sohn des Paares war Eugène Léopold, Prince de Cantecroix (1612–1637). Doña Carolina setzte bei ihrem Tode einen Nicolaus Eugen, Fürst von Cantecroy, den sie als ihren Sohn bezeichnete, als Erben ein – dieser konnte sich aber nicht ausreichend legitimieren. Er war wohl ihr (unehelicher) Enkel oder der Enkel ihres Mannes.[37]

Kinder von unbekannten Müttern:
- Anna Dorothea (1580–1624), auch Doña Elisabeth genannt, Nonne im Königinkloster in Wien, Österreich.
- Dorothea (1612–1694), auch Doña Dorothea genannt, lebte als Nonne in Wien oder in Madrid.